# Tariro, Tariro
Tariro, Tariro va ser un programa de televisió emès per la cadena espanyola TVE entre 1988 i 1989 i conduït pel grup musical La Trinca.

## Format
Conduït per Josep Maria Mainat, Toni Cruz i Miquel Àngel Pascual - integrants de la Trinca - l'espai era una adaptació per a TVE d'un espai que havien conduït els populars cantants a TV3 un parell d'anys abans sota el títol No passa res!
En el programa, els tres artistes explotaven la seva capacitat còmica amb esquetxos que s'intercalaven amb entrevistes a personatges populars i actuacions musicals, sota el típic format de magazine però sempre sota el motlle desenfadat i satíric de La Trinca. Al costat d'ells, van participar en els gags les actrius Mercè Arànega, Carme Conesa, Àngels Gonyalons i Inma Colomer.

## Invitats
Entre els invitats al programa figuren:
- Bertín Osborne.
- Concha Velasco.
- Joan Manuel Serrat
- Joaquín Sabina.
- Johan Cruyff.
- José Sacristán.
- Juan Barranco Gallardo, alcalde de Madrid.
- Julia Otero.
- Julio Anguita.
- Lola Flores.
- Manuel Fraga.
- Marcelino Oreja.
- Marta Sánchez.
- Martirio.
- Mary Santpere.
- Massiel.
- Mayra Gómez Kemp.
- Miguel Ríos.
- Narcís Serra (llavors Ministre de Defensa), que va respondre a les preguntes dels presentadors mentre interpretava Mozart al piano.[4]
- Norma Duval.
- Pasqual Maragall.
- Pedro Ruiz Céspedes.
- Raphael.
- Rocío Dúrcal.
- Rosa Maria Sardà.
- Sara Montiel.
- Vaitiare.

## Cost
El cost total dels 26 programes per a les arques de TVE va ser de 312 milions de pessetes.

## Premis
- TP d'Or 1988 al Millor Programa d'Entreteniment.